# Siorac-de-Ribérac
Siorac-de-Ribérac település Franciaországban, Dordogne megyében. Lakosainak száma 259 fő (2022. január 1.). Siorac-de-Ribérac Saint-Martin-de-Ribérac, Saint-André-de-Double, Saint-Sulpice-de-Roumagnac, Saint-Vincent-de-Connezac, La Jemaye-Ponteyraud, Vanxains és La Jemaye községekkel határos.

## Népesség
A település népessége az elmúlt években az alábbi módon változott:
| Lakosok száma | 270  | 228  | 227  | 260  | 257  | 259  | 251  | 249  | 250  | 259  |
|               | 1968 | 1982 | 1990 | 2006 | 2013 | 2015 | 2017 | 2019 | 2020 | 2022 |